# Breitlingsee
Der Breitlingsee ist das größte Gewässer einer Seenplatte im Westen der Stadt Brandenburg. Er hat eine Fläche von 513 ha. Durch die Inseln Kiehnwerder und Buhnenwerder wird der Breitlingsee vom Möserschen See und vom Plauer See getrennt. Bei der Siedlung Buhnenhaus mündet die Havel, hier als Brandenburger Niederhavel bezeichnet, die die Seenplatte durchfließt, in den See. Direkt südlich der Havel mündet die Plane und bei der Siedlung Malge die Buckau in den Breitlingsee. Beide Flüsse haben ihre Quellgebiete im Fläming. Nördlich der Siedlung Malge befindet sich die Kanincheninsel. Östlich der Kanincheninsel wurde die tiefste Stelle des Breitlingsees mit 5,60 m gemessen.
Der Breitlingsee gehört als Bundeswasserstraße zur Unteren Havel-Wasserstraße. Auf einer Länge von rund 9 km zählt er von der Mündung der Brandenburger Niederhavel bis zum Möserschen See zur Wasserstraßenklasse III. Zuständig ist das Wasserstraßen- und Schifffahrtsamt Spree-Havel.
Am Südufer des Sees verläuft die Eisenbahntrasse Brandenburg–Magdeburg. Dahinter liegt ein großes Wald- und Heidegebiet, ein beliebtes Erholungsgebiet. Der Ort Malge am Südufer des Sees ist ein Ausflugsziel und Wassersportstützpunkt.
Die Insel Kiehnwerder ist ein Landschaftsschutzgebiet, auf ihr befindet sich ein Campingplatz. Die Insel Buhnenwerder gehört zum Naturschutzgebiet Buhnenwerder-Wusterau.